# Niederhochstadt
Niederhochstadt ist der größere von zwei Ortsteilen der rheinland-pfälzischen Ortsgemeinde Hochstadt (Pfalz). Bis 1969 war er eine selbständige Gemeinde.

## Lage
Niederhochstadt liegt im östlichen Gemeindegebiet und ist mit dem Nachbarort Oberhochstadt baulich inzwischen zusammengewachsen, sodass eine räumliche Trennung mittlerweile nicht mehr möglich ist. Zu Niederhochstadt gehören unter anderem die Friedhofstraße, die Großgasse und der östliche Teil der Hauptstraße. Der Hainbach streift den nördlichen Siedlungsrand. Im Süden der Gemarkung erstreckt sich ein Ausläufer des Bellheimer Wald.

## Geschichte
Die erstmalige urkundliche Erwähnung der „hohunstater marca“ fand im achten Jahrhundert statt. Erst im 13. Jahrhundert wurde zwischen Oberhochstadt und Niederhochstadt unterschieden. Bis Ende des 18. Jahrhunderts gehörte Oberhochstadt zur dem Johanniterorden unterstehenden Komturei Heimbach. Ab 1798, als die Pfalz Teil der Französischen Republik (bis 1804) und anschließend Teil des Napoleonischen Kaiserreichs war, war Niederhochstadt in den Kanton Landau im Departement des Niederrheins eingegliedert. 1814 hatte die Gemeinde insgesamt 855 Einwohner; im September des Jahres wechselte sie in den Kanton Germersheim, wenig später fiel sie jedoch zurück an denjenigen von Landau. 1815 gehörte der Ort zunächst zu Österreich. Ein Jahr später wechselte er in das Königreich Bayern. Von 1818 bis 1862 gehörte Nieder-Hochstadt – so die damalige Schreibweise – dem Landkommissariat Landau an; aus diesem ging anschließend das Bezirksamt Landau hervor.
1928 hatte Niederhochstadt 1226 Einwohner, die in 290 Wohngebäuden lebten. Die Katholiken gehörten damals zur Pfarrei von Oberhochstadt, während die Protestanten eine Pfarrei vor Ort besaßen. Ab 1939 war der Ort Bestandteil des Landkreises Landau in der Pfalz. Nach dem Zweiten Weltkrieg wurde Niederhochstadt innerhalb der französischen Besatzungszone Teil des 1946 neu gebildeten Landes Rheinland-Pfalz. Im Zuge der ersten rheinland-pfälzischen Verwaltungsreform wurde Niederhochstadt am 7. Juni 1969 mit der Nachbargemeinde Oberhochstadt zur neuen Ortsgemeinde Hochstadt (Pfalz) zusammengelegt. Gleichzeitig wechselte der Ort, der zu diesem Zeitpunkt 1467 Einwohner hatte, in den neu geschaffenen Landkreis Landau-Bad Bergzabern, der seit 1978 Landkreis Südliche Weinstraße heißt.

## Wappen
| Wappen von Niederhochstadt | Blasonierung: „Von Rot und Silber geteilt, oben ein schwebendes achtspitziges silbernes Johanniterkreuz, unten ein roter Gänsefuß.“ |
| Wappen von Niederhochstadt | Wappenbegründung: Das Johanniterkreuz weist auf die einstige Zugehörigkeit zur Komturei Heimbach hin.                               |

## Kultur
Der Jüdische Friedhof bildet eine Denkmalzone; hinzu kommen insgesamt zwölf Einzeldenkmäler.

## Wirtschaft und Infrastruktur

### Verkehr
Der Nachbarort Oberhochstadt besaß am südlichen Rand seiner Gemarkung weit abseits des Siedlungsgebietes den Bahnhof Hochstadt (Pfalz) an der Bahnstrecke Germersheim–Landau, der als gemeinsame Bahnstation mit Niederhochstadt ausgelegt war. Aufgrund seiner ortsfernen Lage wurde er bereits 1981 und damit drei Jahre vor der Einstellung des Personenverkehrs auf der Strecke eingestellt. Am südlichen Siedlungsrand verläuft außerdem in West-Ost-Richtung die Bundesstraße 272. Der Ort ist durch die Buslinie 590 des Verkehrsverbundes Rhein-Neckar, die ihn mit dem Landauer Hauptbahnhof sowie mit Germersheim verbindet, an den Nahverkehr angeschlossen.

### Wirtschaft
In Niederhochstadt befindet sich das Weingut Stern.

## Persönlichkeiten
- Heinrich von Lustadt, Edelknecht, trug vor Ort 1494 ein Gut des Grafen Eberhard von Württemberg-Mömpelgard zu Lehen.
- Valentin Pressler, Vorfahr von Elvis Presley, lebte bis zu seiner Auswanderung im Jahr 1709 in Niederhochstadt.
- Sara Mayer (1800–1867), vor Ort geboren, heiratete 1815 Bernhard Roos.